# خو (عمان)
خربة خو هي بلدة في محافظة عمان شمال غرب الأردن.